# Espace d'échelle
La théorie de l'Espace d'échelle (« Scale-space ») est un cadre pour la représentation du signal développé par les communautés de la vision artificielle, du traitement de l'image, et du traitement du signal. C'est une théorie formelle pour manipuler les structures de l'image à différentes échelles, en représentant une image comme une famille d'images lissées à un paramètre, la représentation d'espace échelle, paramétrée par la taille d'un noyau lissant utilisé pour supprimer les structures dans les petites échelles,,,,,,.

## Définition
Soit {\displaystyle f:\mathbb {R} ^{n}\rightarrow \mathbb {R} } un signal. On appelle représentation d'une fonction f en espace d'échelles linéaire la fonction {\displaystyle L} telle que :
{\displaystyle L:\mathbb {R} ^{n}\times \mathbb {R} \rightarrow \mathbb {R} }
{\displaystyle L(x,0)=f(x)\forall x\in \mathbb {R} ^{n}}
{\displaystyle L(x,t)=g_{\sqrt {t}}*f(x)\forall x\in \mathbb {R} ^{n},\forall t\in \mathbb {R} ^{+}}
où
- {\displaystyle g_{\sqrt {t}}(x)={\frac {1}{(2\pi t)^{\frac {n}{2}}}}e^{\frac {-x^{T}x}{2t}}}
- {\displaystyle *} est l'opérateur de convolution : {\displaystyle f*g(x)=\int \limits _{y\in \mathbb {R} ^{n}}g(y_{1},y_{2},...,y_{n})f(y_{1}-x_{1},y_{2}-x_{2},...,y_{n}-x_{n})\,\mathrm {d} y_{1}..dy_{n}}
- {\displaystyle x=(x_{1},x_{2},...,x_{n})} et {\displaystyle y=(y_{1},y_{2},...,y_{n})}

{\displaystyle {\sqrt {t}}} est le facteur d'échelle, {\displaystyle (x,{\sqrt {t}})} est l'espace d'échelle.